# York (hrabstwo Dane)
York – miasto w Stanach Zjednoczonych, w stanie Wisconsin, w hrabstwie Dane.